# Ricardo Primitivo González
Ricardo Primitivo González (ur. 12 maja 1925 w Buenos Aires) – argentyński koszykarz, występujący na pozycji obrońcy, olimpijczyk,  mistrz świata z 1950 roku.

## Osiągnięcia
Drużynowe
- Mistrz Argentyny (1947 – z udziałem zespołów z prowincji Buenos Aires)[2]
- Mistrz Buenos Aires (1949 – ogólnonarodowa liga powstała w Argentynie w 1985 roku, mistrz Buenos Aires uznawany był za mistrza kraju)[2]

Indywidualne
- Wybrany do Galerii Sław Koszykówki FIBA (2009)[2]

Reprezentacja
- Mistrz świata (1950)[2]
- 2-krotny wicemistrz igrzysk panamerykańskich (1951, 1955)[2]
- 2-krotny uczestnik  igrzysk olimpijskich (1948 – 15. miejsce, 1952 – 4. miejsce)[2]
- 3-krotny uczestnik mistrzostw Ameryki Południowej (1947 – 5. miejsce, 1949 – 5. miejsce, 1955 – 4. miejsce)[2]
- Zaliczony do I składu mistrzostw świata (1950)

Inne
- Honorowy prezydent klubu Atlético Palermo[2]